# Jorge Dioni López
Jorge Dioni López García (Benavente, 1974) es un periodista y escritor español.
A lo largo de su carrera profesional ha colaborado tanto en periódicos (Sport, Marca, Metro) como en revistas (Vanity Fair, GQ, El estado mental) y radio (SER, RNE y Ràdio Gràcia). También ha realizado tareas de redacción, corrección y edición para diversas empresas e instituciones, así como labores de comunicación corporativa, actividad a la que se dedica actualmente. Por último, destaca su labor docente en la Escuela de Escritores desde 2006.
Jorge Dioni ha participado en dos antologías de temática diversa, Segunda parábola de los talentos (2011) y La carne despierta (2013), ambas publicadas por Gens Ediciones. Su ensayo La España de las piscinas (Arpa, 2021), que analiza las políticas urbanísticas de las últimas décadas en España y su impacto sociopolítico, fue reconocido como el mejor ensayo del año por el Gremio de Librerías de Madrid. En 2023, escribe El malestar de las ciudades en el que analiza problemas  de las ciudades contemporáneas como son la gentrificación, la contaminación, la especulación y la privatización entre otros.